# Helen Joseph Hospital
Le Helen Joseph Hospital est un hôpital public basé à Auckland Park à Johannesburg en Afrique du Sud. 
Avant 1997, il était connu sous le nom d'hôpital JG Strijdom. En tant qu'hôpital universitaire, il est affilié à la faculté de médecine de l'Université de Witwatersrand.

## Histoire
L'hôpital ouvre ses portes en 1967 et s'appelle l'hôpital JG Strijdom, du nom de JG Strijdom, un premier ministre sud-africain. 
En 1985, il devient un hôpital universitaire comprenant des établissements de soins ambulatoires et des cliniques. L'hôpital dispose également d'un centre provincial de formation des infirmières, appelé Ann Latsky Nursing College, qui ouvre ses portes en 1981,. En 1995, tous les départements d'obstétrique et de gynécologie quittent l'hôpital JG Strijdom pour l'hôpital Coronation (actuel Rahima Moosa Mother and Child Hospital).
Le 1er avril 1997, l'hôpital est rebaptisé au nom de la militante anti-apartheid Helen Joseph. En 2022, il a plus de 44 millions de rands d'arriérés de factures municipales.

## Infrastructures
L'hôpital est affilié à la faculté de médecine de l'Université de Witwatersrand et responsable de l'enseignement des travailleurs de la santé et de la fourniture de services de santé tertiaires à la communauté de Johannesburg. Il comprend deux services d'admission, neuf services médicaux, quatre services chirurgicaux, deux services orthopédiques, une unité psychiatrique, une unité de soins intensifs et une unité de soins intensifs. Il dispose de onze unités opérationnelles fonctionnelles.
Il dispose d'un certain nombre de cliniques spécialisées sur le campus de la santé, telles qu'une unité de stomie, une unité de dialyse rénale, une clinique de la douleur, une unité d'endoscopie, une clinique du sein et la clinique du VIH Thembalethu. 
La clinique Thembalethu a ouvert ses portes en 1992 et traite les patients diagnostiqués avec le VIH, le sida et la tuberculose.